# Disaster (dier)
Disaster is een geslacht van uitgestorven zee-egels, en het typegeslacht van de familie Disasteridae.

## Soorten
- Disaster dallonii Lambert, 1931 †